# Cusrow Baug
Cusrow Baug es una colonia residencial parsi en Colaba Causeway, Bombay, India. Sus bloques residenciales se completaron entre 1934 y 1959. La colonia alberga un templo zoroastriano, un centro de computación, un gimnasio y un club deportivo. Fue diseñado por Claude Batley.

## Historia
Después de su muerte, el empresario parsi Nowrosjee N. Wadia dejó una gran cantidad de dinero a su esposa Jerbai Wadia. Lo usó para construir cinco colonias residenciales, conocidas como baugs, y crear fondos para Parsis que no podían pagar una vivienda. Estos cinco baugs, creados en honor a su esposo y sus tres hijos, se llaman Cusrow Baug, Ness Baug, Rustom Baug, Jer Baug y Nowroze Baug. Contienen un total de 1545 apartamentos. Los baugs son mantenidos por NN Wadia y RN Wadia Trusts bajo Bombay Parsi Punchayet. El comité de gestión está presidido por un miembro de la familia Wadia.
Cusrow Baug fue diseñado por el arquitecto inglés Claude Batley. Los primeros bloques residenciales de la colonia se completaron en 1934, luego de dos años de construcción. Los bloques S y T se completaron en 1959. Es una de las colonias parsi más antiguas de Mumbai. Las casas en la colonia no están a la venta y solo están disponibles para ser alquiladas. Durante la década de 1950, debido a que la colonia estaba ubicada cerca de un pantano, solo tenía unos pocos inquilinos, incluso con un alquiler mínimo de ₹ 40 (equivalente a ₹ 3800 o US$ 47 en 2020) por mes.
El Seth Nusserwanji Hirji Karani Agiary, un templo de fuego zoroastriano, está ubicado en la colonia. El fuego sagrado del templo se encendió originalmente en la calle Nizam el 16 de marzo de 1847. Más tarde se trasladó a Sodawaterwalla Agiary durante algún tiempo y luego se trasladó a la colonia en la noche del 22 al 23 de febrero de 1935. El 21 de marzo de 1959, se inauguró el Pabellón Sir Cusrow Wadia para actividades deportivas.

## Características
Los bloques residenciales de la colonia están etiquetados en orden alfabético, comenzando desde la A hasta la U, excepto la I, L, N y O, que están ausentes.
La colonia cubre un área de 84 000 yardas cuadradas (70 234,7 m²) y puede albergar a más de 500 familias. Tiene un centro de cómputo, un gimnasio y un club deportivo llamado Cusrow Baug United Sports and Welfare League. La célula de actividad social de la colonia imparte clases de religión y otorga becas.
El Agiario Seth Nusserwanji Hirji Karani está construido en un terreno de 1400 yardas cuadradas (1170,6 m²).